# Асимптотично паралельні прямі
У нейтральній або абсолютній геометрії і у гіперболічній геометрії може бути багато прямих, які паралельні даній прямій {\displaystyle R} і таких, що проходять через точку {\displaystyle P} за межами цієї прямої. Однак дві паралельні можуть бути ближчими до {\displaystyle R}, ніж інші прямі (по одній з кожної сторони).
У цьому випадку можна дати інше визначення паралельності для нейтральної геометрії. Якщо є дуже близькі паралельні до даної прямої, їх називають асимптотично паралельними або паралельними до межі.
Для променів відношення асимптотичної паралельності є відношенням еквівалентності, яке включає термінальне відношення еквівалентності.
Асимптотичні паралельні можуть утворювати дві або три сторони асимптотичного трикутника.

## Визначення

Промінь Aa є асимптотично паралельним променю Bb, що записується як

Промінь {\displaystyle Aa} є асимптотично паралельним променю {\displaystyle Bb}, якщо вони котермінальні або якщо вони лежать на різних прямих, не рівних прямій {\displaystyle AB}, не перетинаються і будь-який промінь усередині кута {\displaystyle BAa} перетинає промінь {\displaystyle Bb}.

## Властивості
Різні прямі, що містять асимптотичні паралельні промені, що не перетинаються.

### Доведення
Припустимо, що прямі, які містять різні паралельні промені, перетинаються. За визначенням вони не можуть перетнутися на стороні {\displaystyle AB}, в якій знаходиться промінь {\displaystyle a}. Тоді вони повинні перетинатися на стороні {\displaystyle AB}, яка є протилежною променю {\displaystyle a}, позначивши цю точку {\displaystyle C}. Тоді (тут P = прямий кут) {\displaystyle \angle CAB+\angle CBA<2P\Rightarrow \angle aAB+\angle bBA>2P}. Суперечність.